# سيلين (قصص مصورة)
سيلين هي شريرة خارقة ظهرت في الكتب المصورة الأمريكية التي نشرتها دار مارفل كومكس للنشر. ابتكرت الشخصية من قبل كريس كليرمونت و سال بوسيما [الإنجليزية]، وظهرت الشخصية لأول مرة مع مجموعة من الأبطال الخارقيين في نوفمبر 1983. تنتمي سيلين إلى نوع فرعي من البشر يسمى المتحولين، الذين يولدون بقدرات خارقة. غالبًا ما ترتبط بالدائرة المقربة لنادي هيلفاير ويتم احتقارها باعتبارها عدوًا لرجال إكس.